# Over García
Over Felipe García Torres (Tierralta, Colombia, 16 de junio de 1992) es un futbolista colombiano que juega de delantero.

## Trayectoria

### Estudiantes de Mérida
Sería refuerzo de Estudiantes de Mérida para incorporar la temporada 2014/15 donde marcaría 14 goles en 36 partidos. Se iría en la primera parte de la temporada del 2015 con 9 goles en 23 partidos y un total de 23 goles en 59 partidos jugados,

### Caracas FC
El 14 de diciembre de 2015 se confirmaría que sería refuerzo de Caracas FC para el 2016. Debutaría el 2 de febrero por la primera fase de la Copa Libertadores 2016 en la derrota 1-0 frente a CA Huracán.

### Aragua FC
Para principios de 2017 es nuevo jugador del Aragua FC de Venezuela. El 10 de marzo debuta en la victoria 2 a 0 sobre el Zulia FC.

### Portuguesa FC
El 8 de enero de 2018 es presentado como nuevo jugador de Portuguesa FC de la Primera División de Venezuela.

## Estadísticas
| Club                              | Temporada           | Liga  | Liga  | Copa Nacional | Copa Nacional | Copa Internacional | Copa Internacional | Total | Total | Prom. · |
| Club                              | Temporada           | Part. | Goles | Part.         | Goles         | Part.              | Goles              | Part. | Goles | Prom. · |
| --------------------------------- | ------------------- | ----- | ----- | ------------- | ------------- | ------------------ | ------------------ | ----- | ----- | ------- |
| Deportivo Pereira · Colombia      | 2011                | 0     | 0     | 1             | 0             | -                  | -                  | 1     | 0     | 0,0     |
| Deportivo Pereira · Colombia      | Total               | 0     | 0     | 1             | 0             | 0                  | 0                  | 1     | 0     | 0,0     |
| Estudiantes de Mérida · Venezuela | 2014/15             | 36    | 14    | 0             | 0             | -                  | -                  | 36    | 14    | 0,38    |
| Estudiantes de Mérida · Venezuela | 2015                | 19    | 7     | 4             | 2             | -                  | -                  | 23    | 9     | 0,39    |
| Estudiantes de Mérida · Venezuela | Total               | 55    | 21    | 4             | 2             | 0                  | 0                  | 59    | 23    | 0,38    |
| Caracas FC · Venezuela            | 2016                | 38    | 5     | 0             | 0             | 2                  | 0                  | 40    | 5     | 0,13    |
| Caracas FC · Venezuela            | Total               | 38    | 5     | 0             | 0             | 2                  | 0                  | 40    | 5     | 0,13    |
| Aragua FC · Venezuela             | 2017                | 16    | 1     | 0             | 0             | 0                  | 0                  | 16    | 1     | 0,06    |
| Aragua FC · Venezuela             | Total               | 16    | 1     | 0             | 0             | 0                  | 0                  | 16    | 1     | 0,06    |
| Portuguesa FC · Venezuela         | 2018                | 18    | 3     | 0             | 0             | 0                  | 0                  | 18    | 3     | 0,16    |
| Portuguesa FC · Venezuela         | Total               | 18    | 3     | 0             | 0             | 0                  | 0                  | 18    | 3     | 0,16    |
| Total en su carrera               | Total en su carrera | 143   | 30    | 5             | 2             | 2                  | 0                  | 148   | 32    | 0,25    |